# People’s Choice Awards 2010
36-я церемония награждения премии «People's Choice Awards» за заслуги в области кинематографа, телевидения и музыки за 2009 год состоялась 6 января 2010 года в Microsoft Theater в Лос-Анджелесе. Ведущей церемонии в четвёртый раз стала певица Куин Латифа.

## Номинанты и исполнители, и трюки для People’s Choice Awards 2009

### Ведущий
- Куин Латифа

### Исполнители
- Мэри Джей Блайдж
- Cobra Starship (в дуэте с Николь Шерзингер)

### Люди, вручавшие награды
- Эллен Дедженерес
- Rascal Flatts
- Кейт Уолш
- София Вергара
- Джеймс Дентон
- Чеви Чейз
- Кристиан Слейтер
- Дженна Эльфман
- Келлан Латс
- Пола Паттон
- will.i.am
- Джордж Лопес
- Джеки Чан
- Куин Латифа
- Джош Холлоуэй
- Джиннифер Гудвин
- Деми Ловато
- Колби Кэйллат
- Джессика Альба
- Кэтрин Моррис
- LL Cool J
- Грег Гранберг
- Тараджи Хенсон
- Саша Барон Коэн
- Кэти Кэссиди

## Список основных номинаций
Победители выделены полужирным начертанием.

### Кино
| Любимый фильм | Любимый комедийный фильм                                                                                                 |
| --- | --- |
| - «Сумерки» - «Мальчишник в Вегасе» - «Гарри Поттер и Принц-полукровка» - «Предложение» - «Звёздный путь» | - «Предложение» - «Папе снова 17» - «Война невест» - «Мальчишник в Вегасе» - «Обещать — не значит жениться»              |
| Любимая франшиза | Любимый семейный фильм                                                                                                   |
| - «Трансформеры» - «Гарри Поттер» - «Звёздный путь» - «The Twilight Saga» - «Люди Икс» | - «Вверх» - «Ханна Монтана: Кино» - «Ледниковый период 3: Эра динозавров» - «Ночь в музее 2» - «Там, где живут чудовища» |
| Любимый киноактёр | Любимая киноактриса |
| - Джонни Депп - Брэд Питт - Хью Джекман - Роберт Паттинсон - Райан Рейнольдс | - Сандра Буллок - Энн Хэтэуэй - Дрю Бэрримор - Дженнифер Энистон - Кристен Стюарт                                        |
| Любимая звезда боевиков | Любимая комедийная звезда                                                                                                |
| - Хью Джекман - Кристиан Бейл - Джерард Батлер - Шайа Лабаф - Вин Дизель | - Джим Керри - Адам Сэндлер - Бен Стиллер - Винс Вон - Райан Рейнольдс                                                   |
| Любимый киноактёр — Прорыв (Favorite Breakout Movie Actor) | Любимая киноактриса — Прорыв (Favorite Breakout Movie Actress)                                                           |
| - Тейлор Лотнер - Крис Пайн - Джозеф Гордон-Левитт - Сэм Уортингтон - Закари Куинто | - Майли Сайрус - Анна Кендрик - Эмили Осмент - Джиннифер Гудвин - Зои Салдана                                            |
| Любимая экранная команда | Любимый независимый фильм                                                                                                |
| - Дэниел Рэдклифф, Эмма Уотсон и Руперт Гринт — «Гарри Поттер и Принц-полукровка» - Райан Рейнольдс и Сандра Буллок — «Предложение» - Шайа Лабаф и Меган Фокс — «Трансформеры: Месть падших» - Кристен Стюарт, Роберт Паттинсон и Тейлор Лотнер — «The Twilight Saga» - Дэниел Хенни, Доминик Монаган, Хью Джекман, Лев Шрайбер, Райан Рейнольдс и will.i.am — «Люди Икс: Начало. Росомаха» | - «Бесславные ублюдки» - «500 дней лета» - «Район № 9» - «Паранормальное явление» - «Мэдея в тюрьме»                     |

### Телевидение
| Любимая телекомедия | Любимая теледрама |
| --- | --- |
| - «Теория Большого взрыва» - «Отчаянные домохозяйки» - «Как я встретил вашу маму» - «Офис» - «Два с половиной человека»                 | - «Доктор Хаус» - «C.S.I.: Место преступления» - «Анатомия страсти» - «Остаться в живых» - «Морская полиция: Спецотдел» |
| Любимый телевизионный комедийный актёр                                                                                                  | Любимая телевизионная комедийная актриса                                                                                |
| - Стив Карелл - Алек Болдуин - Джим Парсонс - Нил Патрик Харрис - Чарли Шин                                                             | - Элисон Ханниган - Америка Феррера - Эми Полер - Ева Лонгория - Тина Фей                                               |
| Любимый телевизионный драматический актёр                                                                                               | Любимая телевизионная драматическая актриса                                                                             |
| - Хью Лори - Марк Хэрмон - Мэттью Фокс - Патрик Демпси - Кифер Сазерленд                                                                | - Кэтрин Хайгл - Анна Пэкуин - Блейк Лайвли - Дженнифер Лав Хьюитт - Маришка Харгитей                                   |
| Любимая новая телекомедия | Любимая новая теледрама                                                                                                 |
| - «Хор» - «Преднамеренная случайность» - «Шоу Кливленда» - «Город хищниц» - «Американская семейка»                                      | - «Дневники вампира» - «Вспомни, что будет» - «Хорошая жена» - «Морская полиция: Лос-Анджелес» - «V»                    |
| Любимая телевизионная одержимость | Любимый телеконкурс |
| - «Настоящая кровь» - «Декстер» - «Сплетница» - «Голливудские холмы» - «Втайне от родителей»                                            | - American Idol - Проект Подиум - Танцы со звёздами - Оставшийся в живых: Самоа - Ты думаешь, ты можешь станцевать?     |
| Любимое ток-шоу | Любимое фантастическое шоу                                                                                              |
| - «Шоу Эллен Дедженерес» - «Live! with Kelly and Michael» - «Шоу Опры Уинфри» - «Шоу Тайры Бэнкс» - «В курсе последних событий с Челси» | - «Сверхъестественное» - «Герои» - «Остаться в живых» - «Настоящая кровь» - «Дневники вампира»                          |
| Любимое шоу животных | |
| - «Переводчик с собачьего с Цезарем Миланом» - «Animal Cops» - «DogTown» - «It’s Me or the Dog» - «Rescue Ink Unleashed»                | |

### Музыка
| Любимый певец | Любимая певица                                                            |
| --- | ------------------------------------------------------------------------- |
| - Кит Урбан - Эминем - Джейсон Мраз - Джон Мейер - Тим Макгро | - Тейлор Свифт - Бейонсе - Бритни Спирс - Пинк - Кэрри Андервуд           |
| Любимая рок-группа | Прорыв года                                                               |
| - Paramore - Daughtry - Green Day - Kings of Leon - Muse | - Леди Гага - Адам Ламберт - Деми Ловато - Крис Аллен - Сьюзан Бойл       |
| Любимый поп-исполнитель | Любимый кантри-исполнитель                                                |
| - Леди Гага - The Black Eyed Peas - Бритни Спирс - Кэти Перри - Тейлор Свифт | - Кэрри Андервуд - Брэд Пейсли - Кит Урбан - Тейлор Свифт - Rascal Flatts |
| Любимый исполнитель R&B | Любимый исполнитель хип-хопа                                              |
| - Мэрайя Кэри - Алиша Киз - Бейонсе - Дженнифер Хадсон - Ашер | - Эминем - Лил Уэйн - Jay-Z - T.I. - Флоу Райда                           |
| Любимое музыкальное сотрудничество |                                                                           |
| - «Good Girls Go Bad» Cobra Starship и Лейтон Мистер - «I’m on a Boat» The Lonely Island и T-Pain - «Live Your Life» T.I. и Рианна - «Lucky» Джейсон Мраз и Колби Кэйллат - «Run This Town» Jay-Z, Рианна и Канье Уэст |                                                                           |

### Web
| Любимая онлайн сенсация                                                 |  |
| ----------------------------------------------------------------------- |  |
| - Эштон Кутчер - Энди Сэмберг - Майли Сайрус - Шон Коумз - Уилл Феррелл |  |